# Grenade
Grenade (okzitanisch Granada) (auch Grenade-sur-Garonne genannt) ist eine französische Stadt mit 9.039 Einwohnern (Stand: 1. Januar 2022) im Département Haute-Garonne in der Region Okzitanien. Die Bewohner werden Grenadains und Grenadaines genannt.

## Lage
Grenade liegt an der Grenze zum Département Tarn-et-Garonne etwa 27 Kilometer nordwestlich von Toulouse und 30 Kilometer südlich von Montauban an der Garonne. Hier münden der Hers-Mort von rechts und die Save von links in die Garonne.

## Bevölkerungsentwicklung
| Jahr      | 1962 | 1968 | 1975 | 1982 | 1990 | 1999 | 2010 | 2020 |
| Einwohner | 3394 | 4108 | 4540 | 4784 | 5026 | 5760 | 8074 | 8846 |

Im 19. Jahrhundert hatte der Ort stets um die 4000 Einwohner. Die zunehmende Mechanisierung der Landwirtschaft führte in der ersten Hälfte des 20. Jahrhunderts zu einem Absinken der Einwohnerzahl auf unter 3000.

## Wirtschaft
Wie das anhaltende Bevölkerungswachstum in den letzten Jahrzehnten zeigt, profitiert Grenade in hohem Maße von der Nähe zur Großstadt Toulouse. Niedrige Grundstückspreise in den Gewerbegebieten (zones industrielles) haben zur Ansiedlung von kleineren Unternehmen und damit zur Schaffung neuer Arbeitsplätze geführt. Die auf Weizen- und Maisanbau basierende Landwirtschaft sowie Kleinhandel und Handwerk spielen eine immer geringer werdende Rolle im ökonomischen Leben der Stadt.

## Geschichte
Grenade wurde im Jahre 1290 vom nur wenige Kilometer entfernt gelegenen, aber in der späteren Zeit der Französischen Revolution zerstörten, Zisterzienserkloster Grandselve als Bastide gegründet. Die Gründung des 30 Kilometer nordwestlich gelegenen Klosters und der Bastide von Beaumont-de-Lomagne in den Jahren nach 1280 geht ebenfalls auf Initiativen von Grandselve zurück. Beide Orte wurden in einer Coregentschaft (paréage) vom Abt des Klosters und von einem Seneschall des Königs regiert.
Über eventuelle Zerstörungen während des Hundertjährigen Krieges (1337–1453) oder der Hugenottenkriege (1562–1598) ist kaum etwas bekannt. Während der Napoleonischen Kriege quartierten sich – im Vorfeld der Schlacht um Toulouse (10. April 1814) – die gemeinsam kämpfenden englischen, spanischen und portugiesischen Truppen in Grenade ein.

## Sehenswürdigkeiten
- Die Arbeiten an der Kirche Notre-Dame de l’Assomption wurden im Jahr 1290 begonnen, aber erst 1376 beendet; der achteckige, im Stil der tolosaner Gotik aus Ziegelsteinen gemauerte Turm wurde noch später begonnen und gar erst in der Mitte des 15. Jahrhunderts vollendet. Das Tympanonfeld und die Archivolten des gotischen Hauptportals sind schmucklos; interessant ist der äußere Kielbogen, der auf eine Bauzeit in der Spätgotik verweist. Am oberen Ende des Trumeaupfeilers befindet sich eine Muttergottesstatue. Das – im Gegensatz zum Außenbau – komplett mit Sandstein verkleidete Innere präsentiert sich als eine dreischiffige Hallenkirche mit einem geraden Chorschluss und mit einem Rippengewölbe, welches – ohne vermittelnde Kapitelle – aus den insgesamt 14 Rundpfeilern herauszuwachsen scheint. Einige der fast durchweg barocken Ausstattungsgegenstände (Altarretabel, Kanzel, Leuchter etc.) stammen aus der aufgelösten Abtei Grandselve. Die Kirche ist seit dem Jahr 1951 als Monument historique[1] klassifiziert.
- Vom im Jahre 1626 errichteten und insgesamt eher einem Fabrikgebäude ähnelnden Konvent der Ursulinen haben sich mehrere Gebäude aus dem 17. und 18. Jahrhundert erhalten, da sie während und nach der Revolutionszeit viele Jahre lang als Hospital genutzt wurden. Sie sind in Teilen seit dem Jahr 1988 als Monument historique[2] eingeschrieben.
- Doch nicht die Kirchen, sondern die Markthalle (halle) bildet das eigentliche Zentrum der Stadt. In den 1990er Jahren wurden Inspektions- und Restaurierungsarbeiten am Gebälk durchgeführt. Bei dendrochronologischen Untersuchungen wurde festgestellt, dass mehrere Balken des auf 36 oktogonal gemauerten Ziegelsteinpfeilern ruhenden Dachstuhls vom Ende des 13. Jahrhunderts stammen, was bedeutet, dass die Markthalle von Grenade der größte und älteste erhaltene mittelalterliche Bau seiner Art in ganz Frankreich sein könnte. Die an den Seiten offene Halle wurde jedoch im 16./17. Jahrhundert restauriert, vielleicht auch vergrößert und diente – neben ihrer merkantilen Hauptfunktion – über Jahrhunderte bei Festveranstaltungen als Tanzdiele oder auch als wettergeschützter Platz für Bekanntmachungen und Versammlungen aller Art. Auch die Markthalle ist seit 1979 als Monument historique[3] klassifiziert.
- Eine spätmittelalterliche dreibogige Ziegelsteinbrücke aus dem 14. Jahrhundert führt über das Flüsschen Save. Sie ist seit 1926 als Monument historique[4] eingeschrieben.

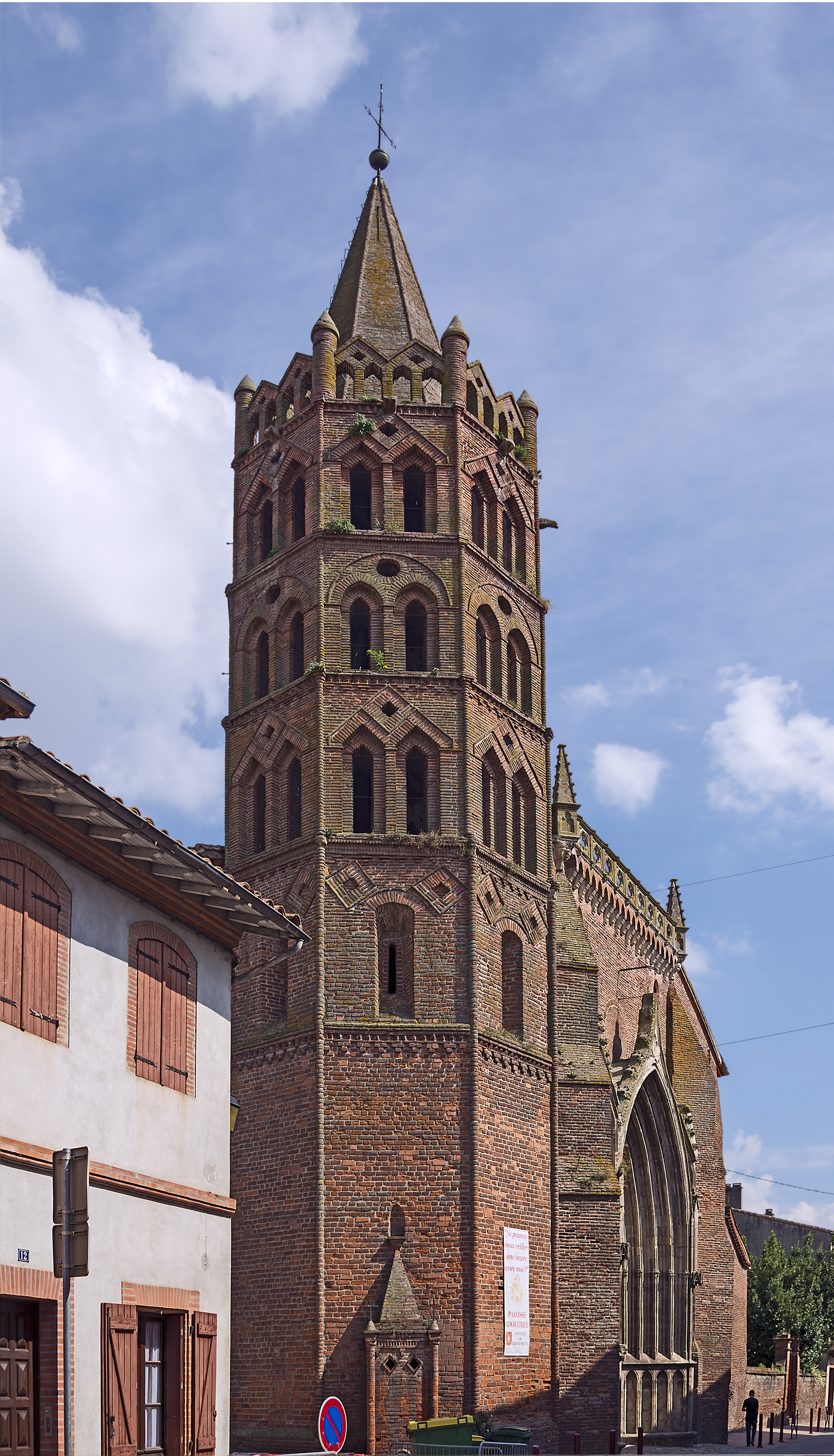
Kirche Notre-Dame de l’Assomption
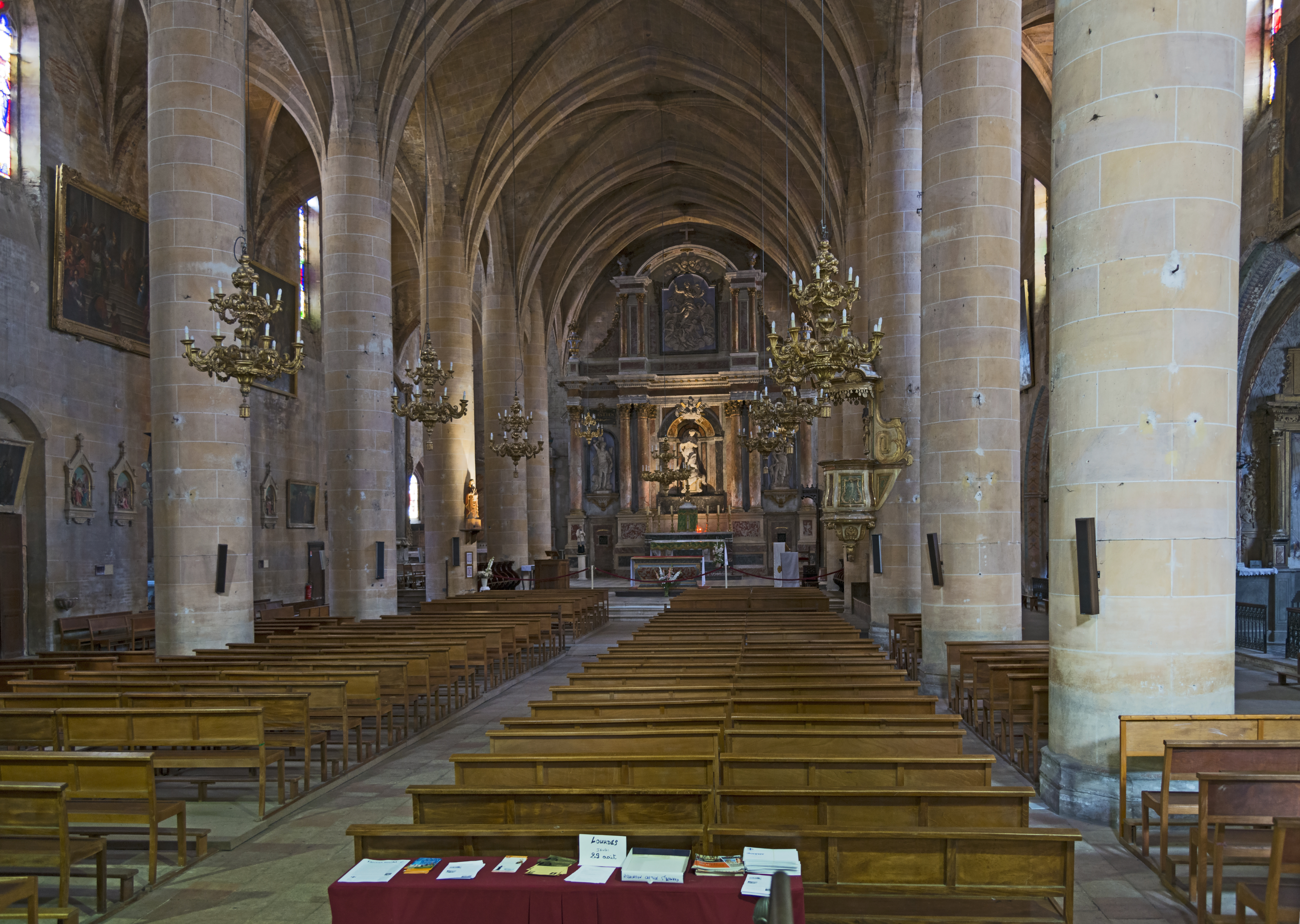
Kirche Notre-Dame de l’Assomption innen
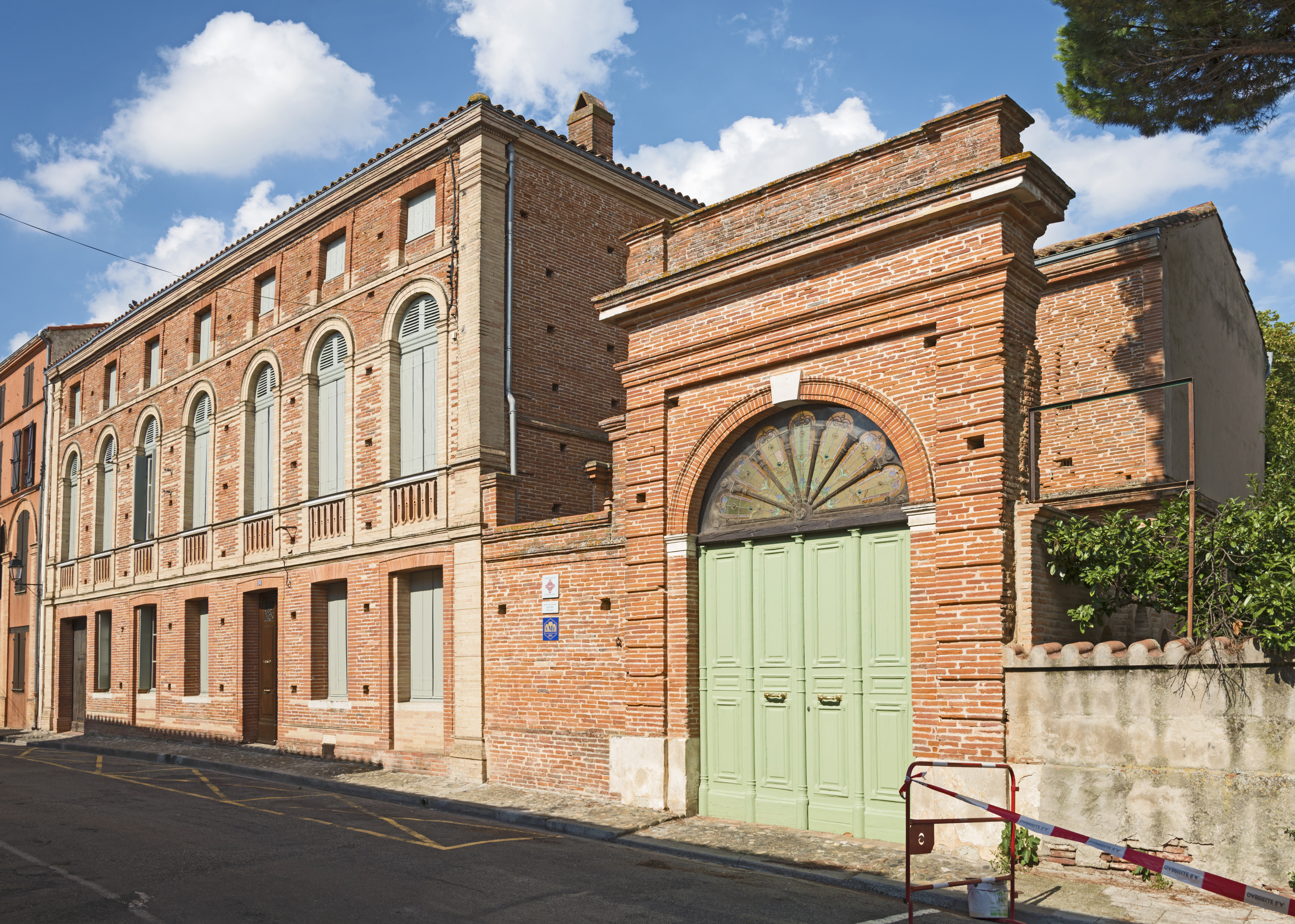
Ursulinenkonvent
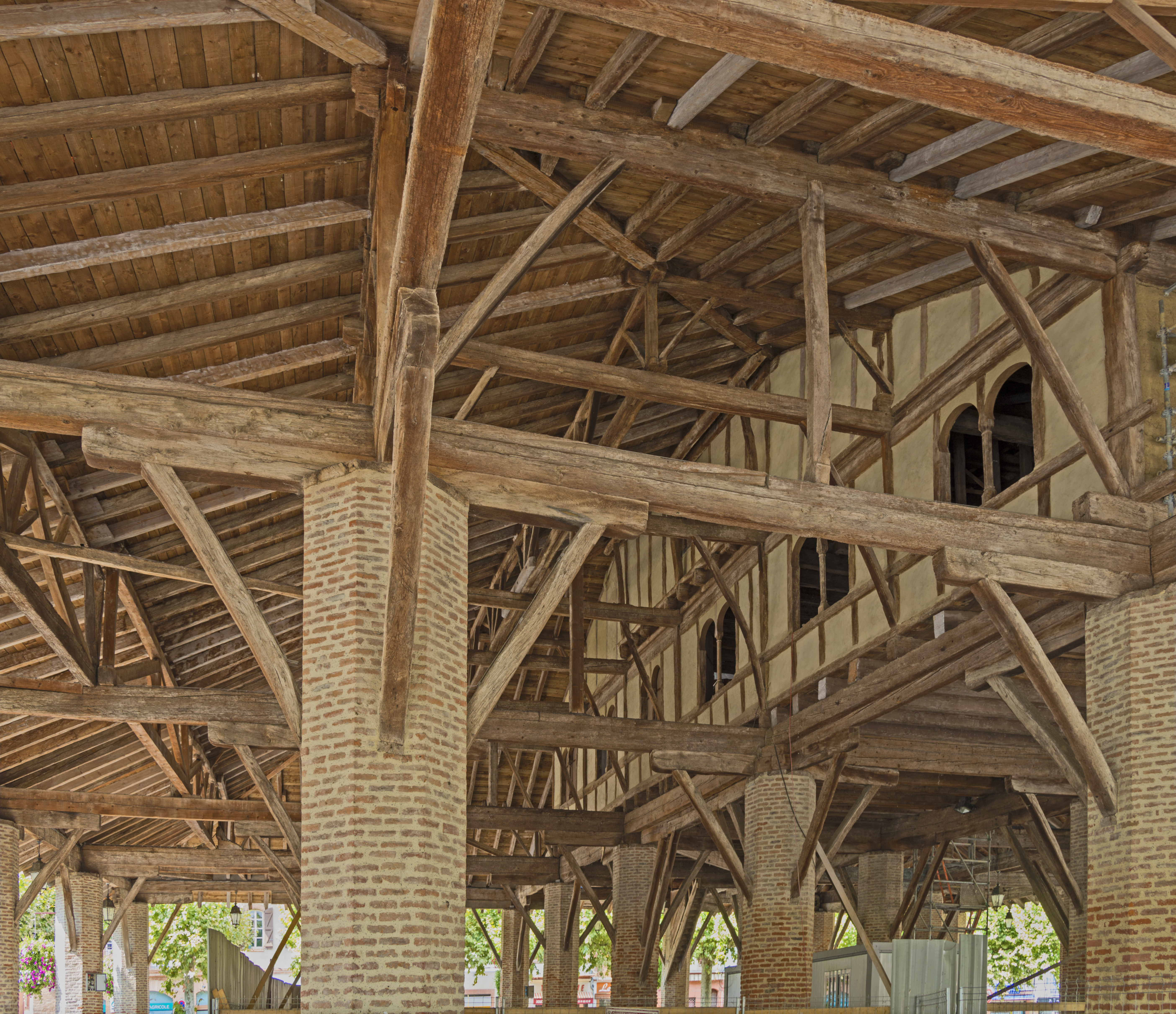
Alte Markthalle

## Persönlichkeiten
- Catherine-Dominique de Pérignon (1754–1818), General der Revolutionszeit, in Grenade geboren
- Jacques Antoine Marie de Cazalès (1758–1805), konservativer Politiker während der Revolutionszeit, in Grenade geboren

## Städtepartnerschaft
- Istrana (Venezien, Italien)